# Aldar Kose
Aldar Kose (kazakh : Алдаркөсе) est un personnage folklorique de fiction apparaissant dans les contes kazakhs, héros de miniatures et anecdotes humoristiques et satiriques.

## Nom
Le nom d'Aldar Kose signifie l'« Imposteur imberbe » (алдар pouvant être traduit par imposteur, filou, esprit aiguisé, et косе par imberbe).

## Description
A. Margunan (ru) fait remonter l'origine d'Aldar Kose entre les VIe siècle et XIIe siècle.
Il existe beaucoup de contes et d'anecdotes populaires au sujet d'Aldar Kose. Issu d'une famille pauvre, Aldar Kose, débrouillard et rusé, protège les pauvres, et par son intelligence et son habileté, dupe et punit les riches avares, stupides, paresseux et mauvais,. On peut l'identifier à un Robin des bois kazakh, mais ses armes ne sont pas l'arc et les flèches, mais l'intelligence et les mots. Il existe également dans les folklores kirghize, turkmène, ouzbek et tatar.
La mise en avant d'Aldar Kose de nos jours coïncide avec l'émergence d'une conscience nationale au Kazakhstan ; Aldar Kose constitue un héros national proche de la mentalité kazakhe, et ses aventures ont un caractère actuel.

## Films et dessins-animés au sujet d'Aldar-Kose
- Aldar Kose / l'imposteur imberbe (1964)
- Aldar Kose (dessin animé, 1976)
- Comment Aldar Kose a dupé un tigre (dessin animé, 1976)
- Aldar Kose (2011)
- La série de films d'animation «Алдар Көсенің көңілді оқиғалары» (Aventures divertissantes d'Aldar Kose), qui comprend 83 épisodes[3]. Elle a été produite par le studio Azia Animation entre 2009 et 2011, et a pour auteurs Arthur et Igor Kraus[8].

## Opéra
- Un opéra portant le titre « Aldar Kose» a été composé par Tolegen Moukhamedjakov (ru).

## Hommages

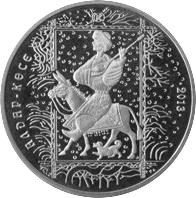
Monnaie commémorative.

La banque du Kazakhstan a émis en 2013 une pièce de monnaie commémorative à l'effigie d'Aldar Kose, d'une valeur de 50 tenge, à 100 000 exemplaires.
Une nouvelle méthode approximative pour l'accélération de simulations à N-corps de grands systèmes stellaires s'est vu attribuer le surnom de méthode d'Aldar Kose.